# MEZON
MEZON（メゾン）は、提携した美容室でシャンプー、ブロー、ヘアケアが通い放題になる美容定額アプリである。
『厳選した美容室に、どこでも通える』をキャッチコピーとしており、「どこの美容院に行っても満足」を提供できるようにMEZONの審査委員による覆面審査によって提携美容室のサービス品質を維持している。
14項目の基準を通過した質の高い美容室のみを掲載しており、1年で東名阪で190店舗の厳選美容室が掲載されている。

## 概要
株式会社Jocyによって運営されている。
美容経済新聞によると、開始1か月で会員数が1000人を突破するなど順調な滑り出しを見せていて、リリース1年立たずに「めざましテレビ」「週刊ダイヤモンド」「WWD JAPAN」「YahooNews」「LINE News」などでも注目の月額定額アプリ（サブスクリプションサービス）として取り上げれている。
提携美容室の中から、当日の予定や目的に応じて好きな美容室をどこでも選ぶことができるというのがサービスの特徴である。美容室だけでなく、スタイリストも選択できるため、1つの美容室だけではなしえない利便性と選択性を提供している。
新しい美容室を選択する際はシャンプー・ブロー、ヘアケアからでも通い始めることができるため、比較的敷居が低く、自分に合った「お気に入りの美容室」、「お気に入りのスタイリスト」を見つけやすい。このシステムが顧客満足度向上につながっている。
複数の美容室でのサービスを定額で受けることができるという美容室の選び方を変える今までになかったサービスである。
（出典：2018年3月29日付プレスリリース）

## 提携美容室
AFLOAT JAPAN、air group、K-two等の有名店を始めとして100社以上の店舗が参画している。厳選された美容室のみと提携するという指針のため、これらの美容室は全てMEZONによる厳選審査を通過している。
現在東京を中心としてサービス提供を行っており、東名阪と沖縄では利用可能である。今後は北日本、東日本、西日本にもサービスを展開する準備を行っている。

## 運営会社
株式会社Jocy
代表者 : 鈴木みずほ
設立 : 2017年10月30日
事業内容 : 美容定額サービス
所在地 : 〒107-0062 東京港区南青山4-17-33 グランカーサ 2F

## 社名の由来
会社の概要ページには社名の由来が紹介されている。
社名「Jocy」は「女子（ジョシ）」を意味している。
また、固定観念や常識に捉われず、何歳になったとしても、「自分の生き方を自分でつくる世界」になって欲しい。という願いが込められている。
既存の誰かが決めたレールに乗るのでなく、レールを自らの手で創って言って欲しい。また、1人でも多くの女性が自分の生き方を自分で決められる世界を作るという願いがある。

## 広告・販売推進
テレビの露出：
2月6日放送の「めざましテレビ」の「ココ調」にて紹介された。

## 雑誌
- 2019年2月2日号。週刊ダイヤモンド。「サブスク革命　定額課金の衝撃」。
- 2018年6月16日。LEON。「昼間、銀座で1時間あいちゃった...ときの有効方法」。